# Gefecht um Camp Allegheny
Philippi Races – Rich Mountain – Kesslers Cross Lanes – Carnifex Ferry – Cheat Mountain – Greenbrier River – Camp Allegheny
Das Gefecht von Camp Allegheny, auch Gefecht am Allegheny Mountain genannt, war ein Gefecht des amerikanischen Bürgerkriegs im Verlaufe der Operationen im westlichen Virginia. Es fand am 13. Dezember 1861 statt.
Nachdem im November 1861 das Camp Bartow am Greenbrier River aufgegeben worden war, hatten die Konföderierten auf dem Gipfel des Allegheny Mountain auf 1350 Meter Höhe am Staunton-Parkersburg Turnpike das Camp Allegheny mit Graben und Palisaden angelegt. Kommandeur war Oberst Edward „Allegheny“ Johnson.
Der neue Kommandeur der Nordstaatler, Brigadegeneral Robert H. Milroy, marschierte zunächst bis zum Camp Bartow und beabsichtigte, von dort mit zwei Angriffskeilen das Camp Allegheny von zwei Seiten gleichzeitig anzugreifen. Er führte persönlich den stärkeren Teil.
Als er den Gipfel von Norden aus erreichte, lief er in die Sicherungen des Lagers hinein und wurde sofort in ein Gefecht verwickelt. Der von Oberst Moody geführte zweite Angriffskeil der Union verspätete sich erheblich, so dass Milroy nicht koordiniert angreifen konnte. Zudem hatte er nur Artilleristen ohne Geschütze dabei, weil er die konföderierten Geschütze erbeuten und danach gegen die Konföderierten einsetzen wollte.
Unter Einsatz aller Kräfte gelang es Johnson zunächst, den Angriff Milroys von Norden und anschließend den Angriff Moodys aus dem Süden abzuwehren. Milroys Truppenteile wichen wieder zum Cheat Mountain Summit Fort aus.
Die Höhen im westlichen Virginia waren besonders im strengen Winter 1861/1862 unwirtlich und trostlos und lebensfeindlich für die dort eingesetzten Soldaten. Masern, Lungenentzündung und eine Vielzahl anderer Erkrankungen forderten mehr Todesopfer als die eigentlichen Kampfhandlungen. Nicht zuletzt wegen dieser widrigen Lebensumstände wurden im April 1862 beide Forts aufgegeben. Damit hatte die Union ihr Ziel erreicht, die konföderierten Truppen vom Großteil des Territoriums West Virginias zu vertreiben.